# Miss Mundo 1983
O 33º Concurso Miss Mundo aconteceu em 17 de novembro de 1983 no Royal Albert Hall, em Londres, Reino Unido. A ganhadora foi a representante Sarah-Jane Hutt, do Reino Unido.